# Vězeňská služba České republiky

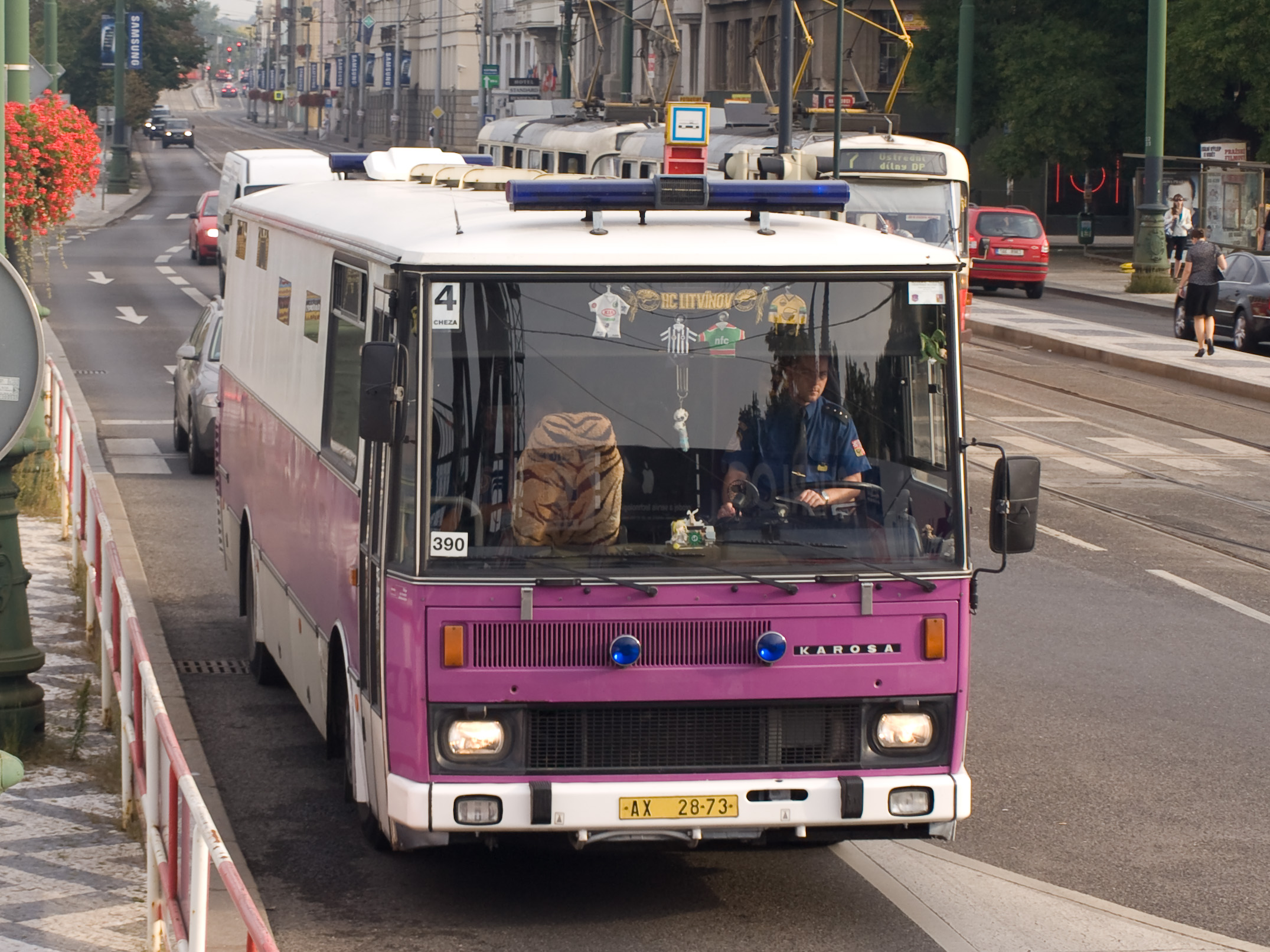
Autobus Karosa C 734 vězeňské služby v Praze na Výtoni

Vězeňská služba České republiky (VS ČR) je ozbrojený bezpečnostní sbor České republiky, který zajišťuje výkon vazby a výkon trestu odnětí svobody, jakož i ochranu pořádku a bezpečnosti při výkonu soudnictví a správě soudů, při činnosti státních zastupitelství a Ministerstva spravedlnosti. Má postavení správního úřadu a účetní jednotky. Vězeňská služba byla zřízena s účinností od 1. ledna 1993 zákonem č. 555/1992 Sb., o Vězeňské službě a justiční stráži České republiky. Vznikla transformací dosavadního Sboru nápravné výchovy, který nahradila. Činnost VS ČR se řídí podle zákona č. 555/1992 Sb., který byl změněn zákonem č. 157/2013 Sb.
Příslušníci Vězeňské služby jsou ve služebním poměru, který upravuje zákon č. 361/2003 Sb., o služebním poměru příslušníků bezpečnostních sborů. Vězeňská služba České republiky měla v roce 2018 celkem 7624 příslušníků a dalších 4689 civilních zaměstnanců v pracovním poměru. V čele Vězeňské služby České republiky stojí generální ředitel, kterým je od roku 2021 Simon Michailidis. 

## Organizace a struktura
Organizačními jednotkami Vězeňské služby jsou:
- generální ředitelství,
- vazební věznice,
- věznice,
- ústavy pro výkon zabezpečovací detence (ÚPVZD),
- Střední odborné učiliště,
- Akademie Vězeňské služby České republiky.

Vězeňská služba se člení na:
1. vězeňskou stráž, která střeží, předvádí a eskortuje osoby ve výkonu vazby a ve výkonu trestu odnětí svobody, střeží vazební věznice, věznice a ústavy pro výkon zabezpečovací detence,
2. justiční stráž, která zajišťuje pořádek a bezpečnost v budovách soudů, státních zastupitelství, Ministerstva spravedlnosti a v jiných místech jejich činnosti,
3. správní službu, která rozhoduje ve správním řízení a zabezpečuje organizační, ekonomickou, vzdělávací, výchovnou, zdravotnickou a další odbornou činnost,
4. pověřené orgány Vězeňské služby, které mají postavení a plní úkoly policejního orgánu v řízení o trestných činech osob ve výkonu vazby, trestu odnětí svobody a zabezpečovací detence, spáchaných ve vazební věznici, věznici nebo v ústavu pro výkon zabezpečovací detence.[2]

### Generální ředitelství
Vězeňskou službu řídí generální ředitel, kterého jmenuje a odvolává ministr spravedlnosti, jemuž také odpovídá za činnost Vězeňské služby. Generální ředitelství zabezpečuje plnění společných úkolů ostatních organizačních jednotek, které metodicky řídí a kontroluje. Generální ředitel jmenuje a odvolává ředitele organizačních jednotek, tedy vazebních věznic, věznic, Akademie Vězeňské služby a ÚPVZD. Generálním ředitelem je od 1. října 2021 generálporučík Simon Michailidis.

### Vazební věznice
Vazební věznice slouží pro výkon vazby, umístěny jsou zde i osoby ve výkonu trestu odnětí svobody.
- Vazební věznice a Ústav pro výkon zabezpečovací detence Brno
- Vazební věznice České Budějovice
- Vazební věznice Hradec Králové
- Vazební věznice Liberec
- Vazební věznice Litoměřice
- Vazební věznice Olomouc
- Vazební věznice Ostrava
- Vazební věznice a Ústav pro výkon zabezpečovací detence Praha Pankrác
- Vazební věznice Praha Ruzyně
- Vazební věznice Teplice

### Věznice
Věznice slouží pro výkon trestu odnětí svobody.
- Věznice Bělušice
- Věznice Břeclav
- Věznice Heřmanice
- Věznice Horní Slavkov
- Věznice Jiřice
- Věznice Karviná
- Věznice Kuřim
- Věznice Kynšperk nad Ohří
- Věznice Mírov
- Věznice Nové Sedlo
- Věznice Odolov
- Věznice a Ústav pro výkon zabezpečovací detence Opava
- Věznice Oráčov
- Věznice Ostrov
- Věznice Pardubice
- Věznice Plzeň
- Věznice Příbram
- Věznice Rapotice
- Věznice Rýnovice
- Věznice Stráž pod Ralskem
- Věznice Světlá nad Sázavou
- Věznice Valdice
- Věznice Vinařice
- Věznice Všehrdy
- Věznice Znojmo

### Střední odborné učiliště Vězeňské služby
Úkolem Středního odborného učiliště Vězeňské služby České republiky je vzdělávání osob ve výkonu trestu odnětí svobody. Sídlí v Praze, výuka probíhá v 9 školských vzdělávacích střediscích, které jsou umístěny ve věznicích.

### Akademie Vězeňské služby
Akademie Vězeňské služby České republiky zajišťuje vzdělávání příslušníků a zaměstnanců Vězeňské služby. Je jediným českým vzdělávacím zařízením českého vězeňství a působí také ve vědecké a výzkumné oblasti penologie a penitenciaristiky. Akademie má celostátní působnost, sídlí ve Stráži pod Ralskem.

## Úkoly Vězeňské služby
Vězeňská služba zejména:

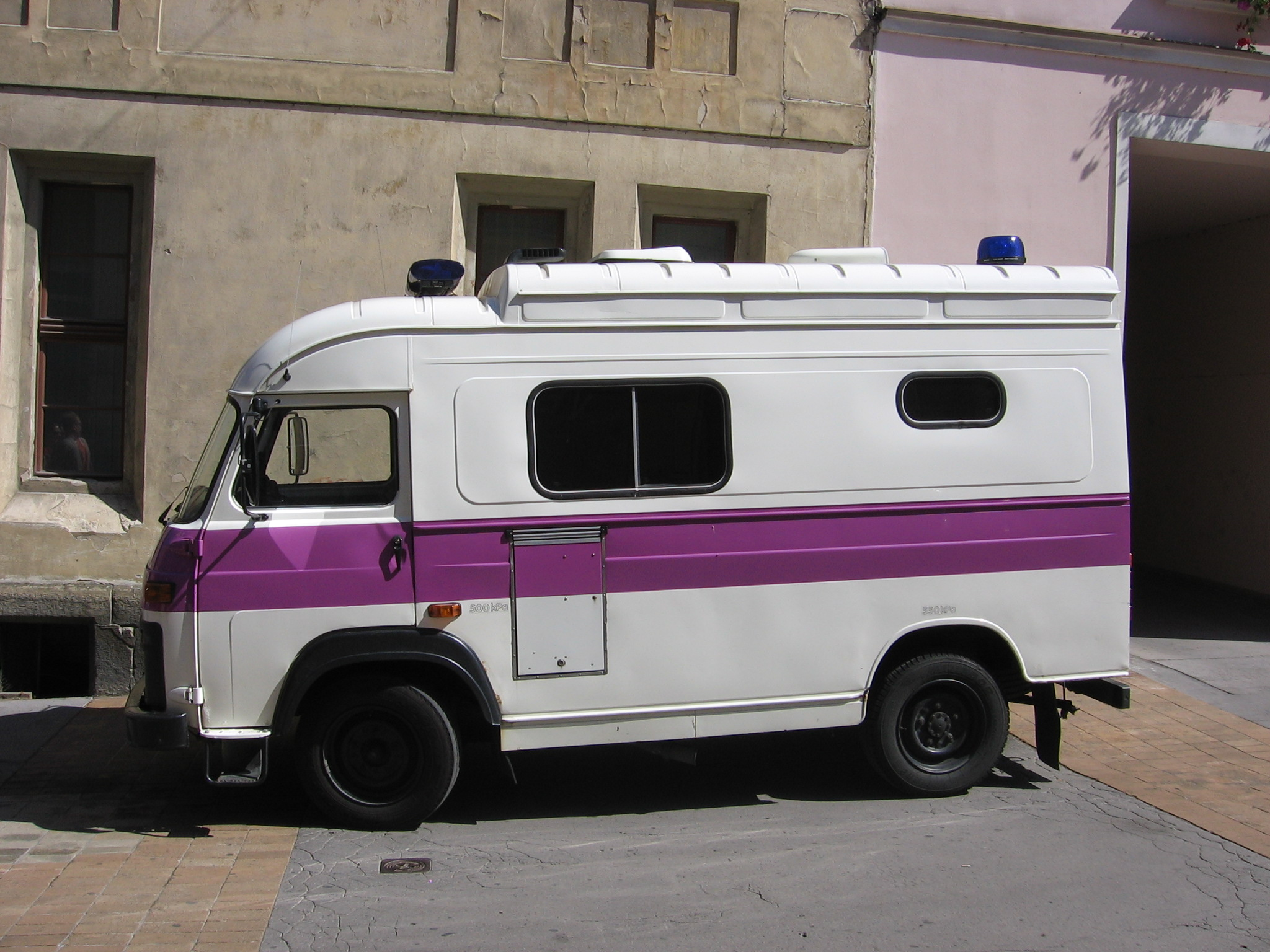
Vozidlo Avia užívané Vězeňskou službou

- spravuje a střeží vazební věznice a věznice a odpovídá za dodržování zákonem stanovených podmínek výkonu vazby a výkonu trestu odnětí svobody,
- spravuje a střeží ústavy pro výkon zabezpečovací detence,
- střeží, předvádí a eskortuje osoby ve výkonu vazby, ve výkonu zabezpečovací detence a ve výkonu trestu odnětí svobody a eskortuje tyto osoby do výkonu ústavní nebo ochranné výchovy, ústavního ochranného léčení nebo zabezpečovací detence, a to bezprostředně po ukončení výkonu vazby, zabezpečovací detence nebo trestu odnětí svobody,
- prostřednictvím programů zacházení soustavně působí na osoby ve výkonu trestu odnětí svobody a obdobně i na některé skupiny osob ve výkonu vazby s cílem vytvořit předpoklady pro jejich řádný způsob života po propuštění,
- provádí výzkum v oboru penologie a využívá jeho výsledky a vědecké poznatky při výkonu vazby a při výkonu trestu odnětí svobody,
- zajišťuje pořádek a bezpečnost v budovách soudů, státních zastupitelství a ministerstva a v jiných místech jejich činnosti a zajišťuje pořádek a bezpečnost při výkonu pravomoci soudů a státních zastupitelství,
- vytváří podmínky pro pracovní a jinou účelnou činnost osob ve výkonu vazby, ve výkonu zabezpečovací detence a ve výkonu trestu odnětí svobody,
- provozuje hospodářskou činnost za účelem zaměstnávání osob ve výkonu trestu odnětí svobody, případně i osob ve výkonu vazby,
- vede evidenci osob ve výkonu vazby, ve výkonu zabezpečovací detence a ve výkonu trestu odnětí svobody na území České republiky,
- plní úkoly, které pro ni vyplývají z vyhlášených mezinárodních smluv, k jejichž ratifikaci dal Parlament souhlas a jimiž je Česká republika vázána,
- zabezpečuje vzdělávání příslušníků Vězeňské služby a občanských zaměstnanců Vězeňské služby, které provádí Akademie Vězeňské služby, a vzdělávání osob ve výkonu vazby a ve výkonu trestu odnětí svobody, které provádí Střední odborné učiliště,
- poskytuje zdravotní služby ve svých zdravotnických zařízeních osobám ve výkonu vazby, osobám ve výkonu zabezpečovací detence a osobám ve výkonu trestu odnětí svobody, příslušníkům a občanským zaměstnancům Vězeňské služby; v případě potřeby zabezpečuje zdravotní služby u mimovězeňských poskytovatelů zdravotních služeb,
- v rozsahu stanoveném ustanovením § 12 odst. 2 trestního řádu objasňuje a prověřuje vlastními pověřenými orgány trestné činy osob ve výkonu vazby, trestu odnětí svobody a zabezpečovací detence; ve spolupráci s Generální inspekcí bezpečnostních sborů se podílí na předcházení a odhalování trestné činnosti příslušníků Vězeňské služby a občanských zaměstnanců zařazených k výkonu práce ve Vězeňské službě spáchané při výkonu služby nebo při plnění pracovních úkolů.[3]

Příslušníci vězeňské služby mohou být za krizových situací, kdy nestačí prostředky IZS, a to zejména Policie ČR, povolání k plnění úkolů po nezbytně dlouhou dobu. Nabývají podle zvláštního předpisu práv a povinností Policie ČR podle § 24a odst. 1 a 2 zákona č. 555/1992 Sb., o Vězeňské službě a justiční stráži České republiky a dle § 22 odst. 1 až 4 zákona č. 273/2008 Sb. o Policii ČR. O aktivování rozhoduje vláda ČR.

## Služební medaile
Podle vyhlášky Ministerstva vnitra č. 433/2004 Sb. uděluje Vězeňská služba České republiky svým příslušníkům následující tři služební medaile:
| Medaile VS ČR (I., II. a III. stupeň) | Za statečnost | Za věrnou službu (I., II. a III. stupeň) |
| ------------------------------------- | ------------- | ---------------------------------------- |
|                                       |               |                                          |